# Масловка (Свердловская область)
Масловка — деревня в Свердловской области России, административно подчинённая городу Серову. Входит в Серовский муниципальный округ.
Ранее деревня входила в состав Еловского сельсовета Серовского района.

## Географическое положение
Деревня Масловка расположена в 14 километрах к северо-востоку от города Серова, в лесной местности, на левом берегу реки Сосьвы (правого притока Тавды), вблизи устья реки Паскотной. В половодье автомобильное сообщение затруднено.

## История
Деревня образована 7 августа 1996 года.

## Население
| 2002 | 2010 |
| ---- | ---- |
| 0    | →0   |